# بیمه عمر (فیلم ۲۰۱۶)
بیمه عمر (به انگلیسی: Term Life) فیلمی محصول سال ۲۰۱۶ و به کارگردانی پیتر بلینگزلی است. در این فیلم بازیگرانی همچون وینس وان، هیلی استاینفلد، بیل پکستون، جاناتان بنکس، مایک اپس، جوردی مویا، شیا ویگهام، ویلیام لوی، تراجی پی. هنسون، آنابت گیش، ترنس هاوارد، جولیا باترز، کین ولاسکوئز، مانوئل گارسیا-رولفو، برنت بریسکو و دنیل برنارد ایفای نقش کرده‌اند.